# 清水博子
清水 博子（しみず ひろこ、1968年6月2日 - 2013年10月10日）は、日本の小説家。

## 経歴
- 北海道旭川市出身。
- 北海道旭川東高等学校、早稲田大学第一文学部文芸専修卒。在学中は江中直紀、久間十義の薫陶を受ける。
- 1991年、『早稲田文学』に卒業制作『マジョリカ譚』が掲載。
- 1994年、『本の写生』で第18回すばる文学賞最終候補。
- 1997年、『街の座標』で第21回すばる文学賞。
- 1998年、『街の座標』で第20回野間文芸新人賞候補。
- 1999年、『ドゥードゥル』で第21回野間文芸新人賞候補。
- 2001年、『処方箋』で第125回芥川賞候補。第23回野間文芸新人賞受賞。
- 2005年、『ないちがいち』で第31回川端康成文学賞候補。
- 2006年、『vanity』で第134回芥川賞候補。
- 2013年10月10日死去[1]。45歳没。

## 著作集
- 『街の座標』　集英社、1998　のち文庫　
  - 初出:『すばる』1997年11月号
- 『ドゥードゥル』（1999年、集英社）
  - 空言
  - ドゥードゥル

- 『処方箋』　集英社、2001　のち文庫　
  - 初出:『すばる』2001年6月号
- 『ぐずべり』（2002年、講談社）
  - 亜寒帯
  - ぐずべり（『群像』2002年4月号）
- 『カギ』（2005年、集英社）
  - 初出:『すばる』2003年10月号
- 『vanity』（2006年、新潮社、ISBN 9784103016519）
  - 初出:『新潮』2005年10月号

### 単行本未収録作品
- マジョリカ譚（『早稲田文学』1991年6月号）
- ないちがいち（『群像』2004年1月号）
- カリマツの家（『すばる』2006年6月号）
- ヤング・ドーミン（『群像』2006年11月号）
- 台所組（『群像』2008年12月）

### エッセイ・対談など
- 対談 作家になるということ 清水博子+大泉芽衣子（『すばる』2002年3月号）
- 講演 どうして「小説家」だったのか（『早稲田文学』2002年3月号）

## 研究論文
- 陣野俊史「清水博子論―「書くこと」を書く、その先のこと」（「すばる」2014年2月号）
- 田中里尚「迷宮としての北海道―――安部公房『榎本武揚』から清水博子『ぐずべり』へ」（岡和田晃編『北の想像力　〈北海道文学〉と〈北海道SF〉をめぐる思索の旅』（寿郎社））